# Bianzano
Bianzano là một đô thị ở tỉnh Bergamo, vùng Lombardia, Italia. Đô thị này có diện tích 6 km2, dân số là 543 người (năm 2007). Khu vực này nằm ở độ cao 600 mét trên mực nước biển. Trung tâm thị trấn là một khu vực lịch sử với các kiến trúc gốc, một phần phế tích của các tường thành và lâu đài nhìn ra thung lũng.